# Anthicus crinitus
Anthicus crinitus – gatunek chrząszcza z rodziny nakwiatkowatych i podrodziny Anthicinae.
Gatunek ten opisał po raz pierwszy w 1849 roku Faustin La Ferté-Sénectère.
Chrząszcz ten ma ubarwienie bladoczerwonawe do ciemnobrązowego z przyciemnionymi tylnymi ¾ długości pokryw i bladą plamką na ich szczycie. Punktowanie na powierzchni głowy jest bardzo rzadkie, zanikające pośrodku. Przedplecze ma stosunkowo proste boki, nie ma silnie przewężonej nasady. Zarys pokryw jest jajowaty z dobrze zaznaczonymi barkami. Z pokryw wyrastają rzadko rozmieszczone, bardzo długie szczecinki, dłuższe niż u innych środkowoeuropejskich przedstawicieli rodzaju, ale krótsze niż u Hirticollis hispidus. Odnóża cechują się stopami o sercowatego kształtu członach przedostatnich. Tylna para odnóży ma golenie dłuższe od stóp.
Owad ten występuje od terenów pustynnych po lasy deszczowe, a także, szczególnie na północy zasięgu, w warunkach synantropijnych. Bytuje głównie na powierzchni gleby, rzadziej na roślinach.
Gatunek znany z wielu kontynentów. Zamieszkuje większą część Afryki, palearktyczną i orientalną część Azji, Australię, Meksyk, Kubę i Portoryko w Ameryce Północnej, Brazylię w Ameryce Południowej. Na Zakaukaziu znany jest z Azerbejdżanu i Armenii. W Europie stwierdzony został w Grecji, na Malcie, w Turcji i południowej Rosji. W 2007 pojedynczy okaz znaleziono w Polsce na Pobrzeżu Bałtyku, w okolicy Darłówka. Jest to najdalej na północ wysunięte stanowisko w Europie.